# Виркола, Бьёрн
Бьёрн То́ре Ви́ркола (норв. Bjørn Tore Wirkola , род. 4 августа 1943, Алта) — норвежский прыгун с трамплина, двоеборец и футболист, чемпион мира по прыжкам на лыжах.

## Карьера
В начале своей карьеры Виркола занимался как прыжками на лыжах, так и двоеборьем. В этих видах он выступил на Олимпиаде 1964 года. В соревновании прыгунов на большом трамплине он стал 16-м, в двоеборье занял одиннадцатое место, хотя после прыжковой стадии был в десятке лучших, но по итогам гонки не смог в неё удержаться.
В дальнейшем Виркола сконцентрировался на прыжках с трамплина. На домашнем чемпионате мира в 1966 году он стал абсолютным чемпионом, выиграв соревнования как на нормальном, так и на большом трамплинах. В промежутке с 1967 по 1969 годы Виркола не знал себе равных на Турне четырёх трамплинов, выиграв три Турне подряд. До сих пор никому не удалось повторить это достижение. По количеству побед на отдельных этапах Турне Виркола делит первое место в истории с немцем Йенсом Вайсфлогом (по 10).
Несмотря на доминирование на Турне четырёх трамплинов Бьёрн не смог выиграть медаль Олимпиады. Ближе всего к неё норвежец подошёл на Играх в Гренобле, где занял четвёртое место на нормальном трамплине, уступив бронзовому призёру австрийцу Бальдуру Праймлю минимальные 0,4 балла. На большом трамплине не принимал участие в борьбе за медали и стал лишь 23-м. В том же году стал кавалером Холменколленской медали.
С 1971 года Виркола стал всерьёз заниматься футболом. В составе тронхеймского «Русенборга» он выиграл чемпионат и кубок Норвегии в 1971 году. В 1972 году принял участие в Олимпиаде в Саппоро, но на нормальном трамплине не смог справиться со сложной ветровой обстановкой трамплина «Окурояма» и занял далёкое 37-е место.
До 1975 года играл в «Русенборге», после чего завершил карьеру спортсмена.

## Память
В норвежском языке есть выражение «прыгать за Вирколой» (норв. å hoppe etter Wirkola), что означает «замахнуться на достижение исключительно выдающегося предшественника». Впервые его употребил комментатор телерадиокомпании NRK Бьёрге Лиллелиен после того, как Дитер Нойендорф на одном из турниров потерпел неудачу в своей попытке. Тогда Лиллелиен сказал: «Так бывает, когда прыгаешь за Вирколой».